# North Adams (Massachusetts)
North Adams è una città degli Stati Uniti d'America facente parte della contea di Berkshire nello stato del Massachusetts.
Posta sulle rive del fiume Hoosac, dista parecchie miglia dai maggiori centri urbani e risulta quindi una cittadina piuttosto tranquilla ed immersa nella natura.
North Adams è nota come la sede del più grande museo di Arte contemporanea degli Stati Uniti, il Museo del Massachusetts di Arte Contemporanea, anche se negli ultimi anni è diventata meta di attività turistiche, culturali e ricreative.

## Geografia fisica

### Territorio
La città è situata nel nord-ovest del Massachusetts vicino al confine con il Vermont e a quello con lo Stato di New York. Si trova vicino alle città di Adams, Williamstown e Clarksburg ed è circondata da numerosi parchi naturali (tra i quali il Clarksburg State Forest e il Natural Bridge State Park).
Secondo il United States Census Bureau, la città copre un'area totale di 53,3 km², dei quali 52,9 km², sono occupati dalla terra (99,37% del totale) e 0,30 km² sono occupati dall'acqua (0,63% del totale). North Adams è bagnata dal fiume Hoosac, che è stato murato e canalizzato con il cemento in certi punti per evitare le inondazioni.
La città, o meglio il Natural Bridge State Park comprende l'unico ponte naturale in marmo bianco di tutto il Nord America. Formato da una glaciazione dell'11.000 a.C., l'arco e la zona abbandonato sono stati a lungo fonte di attrazione per hikers, incluso Nathaniel Hawthorne nel 1838, che lo descrisse, tra le altre attrazioni locali, nel suo Taccuino Americano.

## Storia

### L'età moderna

#### Le origini nel XVIII secolo
North Adams fu istituita nel 1737 e, separata da Adams, fu ufficialmente riconosciuta nel 1878. La città è intitolata in onore di Samuel Adams, un capo della Rivoluzione Americana, firmatario della Dichiarazione di indipendenza e governatore del Massachusetts.
Il suo territorio fu acquistato nel 1760 dal Commonwealth. Città dalla grande tradizione industriale fin dall'Ottocento, dato che lo sfruttamento intensivo dell'acqua dei numerosi fiumi e delle vaste foreste contribuì alla nascita dell'industria della carta e tessile. Per buona parte della sua esistenza, North Adams fu un paese di mulini.

#### Il XVIII secolo e l'inizio del XIX secolo
Le attività artigianali erano già diffuse prima della Guerra d'indipendenza americana, dato che in questa località confluiscono i due rami del fiume Hoosac il cui potere idrico fu sfruttato per diverse attività industriali di piccola scala.
Dal tardo 1700 al primo 1800, gli affari includevano grossisti e fabbricatori di scarpe, edilizia, una segheria, intarsiatori d'armadi, produttori di cappelli, negozi per la vendita di macchine agricole, lavoratori del marmo, produttori di carri e slitte e lavoratori metallurgici che fornivano il ferro di maiale per le placche dell'armatura durante la Guerra Civile Americana per la nave USS Monitor.

### L'età contemporanea

#### Il XIX secolo
Nel 1820 fu costruito il primo mulino per la stampa del Cotone. North Adams è stato il quartier generale per la costruzione dell'Hoosac Tunnel che, terminato nel 1871, raggiunse il primato di galleria stradale più lunga al mondo. Nel 1880 furono edificate numerose case popolari per la consistente colonia di immigrati Franco-canadesi, italiani e Irlandesi.
Dal 1930 al 1940 l'industria della scarpa raggiunse il suo apice massimo di produzione.
Nel 1860, la Società O. Arnold e Co. stabili qui la propria attività di tintura dei tessuti. Grandi contratti con il governo per fornire tessuti all'armata dell'Unione fece prosperare gli affari. Durante i quattro decenni successivi, la Arnold Print Works divenne una delle principali manifatture tessili a livello mondiale.

#### Il XX secolo
Divenne inoltre la più grande attività per numero di dipendenti nel North Adams, con circa 3.200 lavoratori nel 1905. Malgrado i decenni di successo, comunque, il crollo dei prezzi dei tessuti e le basse aspettative connesse alla Grande Depressione obbligarono la Arnold Print Works a chiudere lo stabilimento in Marshall Street nel 1942, consolidando le piccole aziende ad Adams.
L'anno successivo, la Sprague Electric Company comprò il sito. I suoi fisici, chimici, ingegneri elettrici, e tecnici specializzati furono chiamati dal governo degli Stati Uniti durante la Seconda guerra mondiale progettare e realizzare componenti cruciali di alcune delle armi più sofisticate, inclusi alcuni della bomba atomica.
Con l'intervento dello Stato, Sprague fu il maggiore centro della ricerca e sviluppo, condusse studi sulla natura dell'elettricità e dei materiali semi-conduttori.
Dopo la guerra, i suoi prodotti furono usati nel lancio di sistemi spaziali per le missioni Gemini sulla Luna, e dal 1966 Sprague impiego 4.137 lavoratori su una comunità di 18.000, quasi come una città nella città.
Dall'immediato dopoguerra alla metà degli anni ottanta, la Sprague produsse componenti elettrici per il mercato del consumo elettrico in continua espansione, ma la competizione estera fece scendere le vendite e nel 1985, la società chiuse le attività in Marshall Street.

## Società

### Evoluzione demografica
Secondo il censimento del 2000, c'erano 14.681 persone, 6.311 nuclei famigliari e 3.635 famiglie residenti nella città. La densità della popolazione era di 277,3 persone per km². C'erano 7.088 unità abitative con una densità di circa 133,9 case per km². La città è composta da un 94,99% di bianchi, 1,67% di Afroamericani, 0,27% di Nativi Americani, 0,80% di Asiatici, 0,03 di abitanti del Pacifico, 0,80% di altri gruppi etnici e 1,44% di 2 o più gruppi etnici. Gli ispanici o latino-americani erano il 2,03%.
Dei 6.311 proprietari di case il 26,6% vive con i figli minorenni, il 40,1% sono coppie sposate che vivono insieme, il 13,3% è costituito da donne nubili, e il 42,2% non sono famiglie. Il 36,2% di tutti i proprietari di case è composto da individui, e il 16,8% è composto da anziani (sopra i 65 anni) che vivono da soli. La media di abitanti per casa è di 2,21 che nel caso di famiglie sale a 2,87.
La popolazione della città è composta da un 22,4% di minorenni, da un 11,8% di ragazzi tra i 18 e i 24 anni, un 26,6% di adulti dai 25 ai 44 anni, un 20,68% dai 45 ai 64 anni e un 18,64% oltre i 65 anni. L'età media è di 38 anni. Per ogni 100 femmine ci sono 86,1 maschi. Per ogni 100 femmine oltre i 18 anni ci sono 83,5 maschi della medesima fascia d'età.
Il reddito medio per un proprietario di casa della città era di 27.601$, e per una famiglia di 37.635$. I maschi hanno una reddito medio più alto (30.292$ contro 23.012$ per le femmine). Il reddito pro-capite della città è di 16.381$. Circa il 13,5% delle famiglie e il 18,2% della popolazione sono sotto la soglia di povertà, incluso un 30,1% di ragazzi e ragazze minorenni e un 9,9% di pensionati.

## Cultura

### Istruzione

#### Scuole

##### Scuole pubbliche
- Scuola elementare Brayton
- Scuola elementare Greylock
- Scuola elementare Sullivan
- Scuola media Silvio Conte
- Scuola tecnica superiore Charles H. McCann
- Scuola superiore Drury, su drury.napsk12.org.

##### Scuole superiori
- College delle Arti Liberali del Massachusetts: fondato nel 1894 come Scuola Normale di North Adams, il College delle Arti Liberali del Massachusetts raccoglie le iscrizioni di quasi 1.500 studenti. I programmi con più iscrizioni (secondo focus) sono l'Inglese per la Comunicazione, Economia, Istruzione, Storia, Belle Arti & Arti della Recitazione, Psicologia e Sociologia. Nel 1932 divenne il Collegio di Stato dei Docenti del North Adams. Nel 1960, ha cambiato di nuovo il suo nome in College di Stato del North Adams e ha aggiunto un programma professionale per le lauree in Amministrazione degli affari e Scienze informatiche. Dal 1976, i moduli di iscrizione erano cresciuti da 800 a 2.000 studenti. Nel 1997, il nome fu cambiato in College delle Arti Liberali del Massachusetts (MCLA), in modo da riflettere le specialità del sistema dei college nello Stato del Massachusetts. Negli ultimi anni, ha iniziato a sviluppare un metodo di programmazione più accademico nel campo delle belle arti e le arti gestionali, che riflette la crescita della regione come un centro d'arte e di cultura.

#### Musei

##### Museo del Massachusetts dell'Arte Contemporanea
La chiusura dello Sprague Electric fu un grave danno per l'economia locale. La disoccupazione cresceva tra la popolazione. Nel 1986, solo pochi anni dopo la chiusura della fabbrica, i leader politici ed economici di North Adams stavano cercando attività creative ed alternative per riutilizzare il vasto complesso.
Thomas Krens, il direttore del Williams College Museum of Art, che più tardi diventerà direttore del Solomon R. Guggenheim Museum, stava cercando uno spazio per esporre grandi opere di arte contemporanea che nelle comuni gallerie d'arte non trovavano spazio. Quando il sindaco John Barrett III suggerì di impiegare il vasto complesso di Marshall Street come possibile sito d'esposizione, l'idea di creare un centro d'Arte contemporanea in North Adams cominciò a prendere forma.
La campagna per avere sostegno politico e popolare per la nuova istituzione proposta sviluppò molto rapidamente dei collegamenti con una miriade di istituzioni culturali della regione. La Magistratura del Massachusetts annunciò il suo supporto al progetto nel 1988. La successiva partecipazione del settore pubblico e privato, con più di 8 milioni di dollari, assicurò la continuità al progetto.
Vennero utilizzate su proposta la grandezza e la versatilità degli spazi industriali del complesso e il piacevole contrasto visivo tra la struttura d'epoca e le opere più moderne. Il complesso fa parte di una lista federale dei siti più contaminati.
Dalla sua apertura, il MASS MoCA ha favorito un grande processo di trasformazione economica nella regione basato sulle proposte culturali, ricreative ed educative. Negli scorsi cinque anni, North Adams è diventata la sede di nuovi prestigiosi ristoranti, gallerie d'arte contemporanea e organizzazioni a carattere culturale. Inoltre, l'area abbandonata delle fattorie e dei mulini è stata convertita a loft per artisti che qui vivono e lavorano.

## Amministrazione
North Adams è la city più piccola del Massachusetts dato che Municipi più piccoli esistono, ma sono town piuttosto che city. Il suo sindaco, John Barrett III, è quello in carica da più anni, sin dal gennaio 1984.

## Sport
A North Adams giocano i Berkshire Battallion, squadra di hockey su ghiaccio che milita nella Federal Hockey League.

## Città gemellata
- Tremosine sul Garda, dal 2005